# Друцэ, Борис Викторович
Борис Викторович Друцэ (рум. Boris Druţă; род. 5 февраля 1955, село Инешты, Теленештский район, Молдавская ССР) — молдавский писатель, поэт, переводчик и композитор.

## Биография
Вырос в Теленештах, где учился у литературоведа Б. М. Когана. Член Союза писателей Молдавии.
Автор более 20 сборников прозы, поэзии, драматургии, автор-исполнитель песен на собственные стихи, а также исполнитель песен других авторов. Работает адвокатом в области гражданских и уголовных дел.
Переводил с идиша стихи Любы Васерман, Мотла Сакциера, Ицхока Каценельсона, Иосефа Керлера, Мойше Лемстера, Мойше Пинчевского, с русского языка стихи Ефрема Бауха, Рудольфа Ольшевского, Любы Фельдшер и ряда других современных русских поэтов Молдавии.
Многодетный отец: Даниела, Виктор, Нелли, Вероника, Раду, Петрикэ-Елена (двойняшки), Сорин, Николета, Патриция.

## Книги
- У нас, в Иняскe. Рассказы. Кишинёв: Литература артистикэ, 1989.
- O femeie își caută — pantalonii. Кишинёв: EUS, 1997.
- Catacomba. Кишинёв: Cartier, 1998.
- Un jazz pentru mileniul trei. Кишинёв: Editura Uniunii Scriitorilor, 1999.
- Дети серенад (романы «Дети серенад» и «Крыша под дождём»; пьеса «Супермаркет-крематорий», новеллы «Филимон Бодю», «Мэдэлина Маноле», «Самая грустная баллада о любви»). Кишинёв: Музеум, 2000.
- Sarcofagul. Кишинёв: Cartier, 2000.
- Între viață și moarte: ofensivă în infinit. Кишинёв: Понтос, 2001.
- Luciana. Бухарест: Cartier, 2002.
- Flori de dor pentru Şalom! (Цветы любви Шалому!). Кишинёв: Понтос, 2004.
- Basarabia răstignită (роман). Бухарест: Editura Detectiv, 2004.
- Madona din Ineasca. Кишинёв: Понтос, 2004.
- Sub steaua lui David, cu Dumnezeu (Под звездой Давида, к Богу). Кишинёв, 2009. — 750 с.
- Pandurii tristeţii (Витязи грусти). Кишинёв, 2010.
- Oglinda tăcerii (Зеркало молчания, стихи еврейских поэтов Молдавии). Кишинёв, 2012.
- Pe Insula Șerpilor sirenele cântă … românește (На Змеинном острове русалки поют… по-румынски). Кишинёв, 2012.
- Să evităm eternele căderi. Кишинёв, 2015.
- Moisei Lemster. Un cĭntec evreiesc. La umbra nucului bătrîn: стихи. На румынском языке. Перевод с идиша Б. Друцэ. Кишинёв, 2015.
- Trandafiri pentru idiș (traduceri din poeţii evrei). Кишинёв, 2015.
- Seismul din creier, 2017 (roman)
- Copiii serenadelor-II, 2019.
- Слеза золотая (переводы с румынского на русский). Стихи, проза, публицистика еврейской тематики, 2021.
- Страна обанкротившихся церквей (на русском языке), 2023.